# Pierre-Jean Aniel
Pour les articles homonymes, voir Aniel.
Œuvres principales
Les Marchandes de modes ou Une soirée de carnaval (1825)
Scaramouche (1826)
Pierre-Jean Aniel (né à Paris le 25 novembre 1797 et mort à Lyon le 4 janvier 1865) est un danseur et maître de ballet français.

## Biographie
Danseur dans le Ballet de l'Opéra de Paris dès 1814, Aniel devient premier danseur à Bordeaux de 1818 à 1823. Du 3 au 20 juillet 1823, il donne cinq représentations au Théâtre de la Monnaie de Bruxelles au cours desquelles il danse les premiers rôles dans La Naissance de Vénus et de l'Amour de Jean-Antoine Petipa, Les Noces de Gamache de Louis Milon, Le Déserteur de Jean Dauberval et Le Bazar d'Ispahan de Roger.
Il est ensuite engagé pour les saisons 1823 à 1827 au Théâtre de la Porte-Saint-Martin de Paris, comme premier danseur et maître de ballet en partage avec Frédéric-Auguste Blache. Le 25 septembre 1823, il danse l'un des rôles principaux de La Laitière suisse.
On le rencontre ensuite successivement comme maître de ballet à l'Opéra-Comique de Paris (saisons 1827-1829), aux théâtres de Lyon (saisons 1829-1832) et de Bordeaux (1832-1834).
Après s'être essayé à la chorégraphie en 1818 et 1819 (il monte à Bordeaux le ballet Paul et Rosette d'après Jean Coralli et, l'année suivante, Apollon et Clitie ou l'Amour protecteur), Aniel créera une nouvelle version des Marchandes de modes en 1825 et une œuvre nouvelle, Scaramouche, pour le théâtre de la Porte-Saint-Martin de Paris en 1826. À Lyon il monte trois ballets : Fleurette et La Fiancée de Sarnen en 1830, et Obéron l'année suivante. En 1833, il remonte Fleurette pour le Théâtre de Bordeaux et reviendra à Bruxelles en 1836-1837, comme maître de ballet, où il redonnera Fleurette et Obéron.
Aniel continue sa carrière à Lyon dès la saison suivante, où il meurt à l'âge de soixante-sept ans.

## Théâtre
- Les Marchandes de modes ou Une soirée de carnaval, pantomime-folie en 2 actes mêlée de danse de Pierre-Jean Aniel, théâtre de la Porte-Saint-Martin, 20 janvier 1825 ;
- La Jambe de bois, mélodrame en 3 actes de Poujol et Charles Hubert, ballet Pierre-Jean Aniel, musique Alexandre Piccinni, théâtre de la Porte-Saint-Martin, 20 août 1825 ;
- Scaramouche de Pierre-Jean Aniel, théâtre de la Porte-Saint-Martin, 19 août 1826.